# Смоленская улица (Калуга)
Смоленская улица — улица в исторической части Калуги, проходит от улицы Баумана к Гагаринской развязке. Сохранившая прежнюю застройку, улица является одной из самых популярных у кинематографистов.
Протяжённость улицы около 330 м.

## История

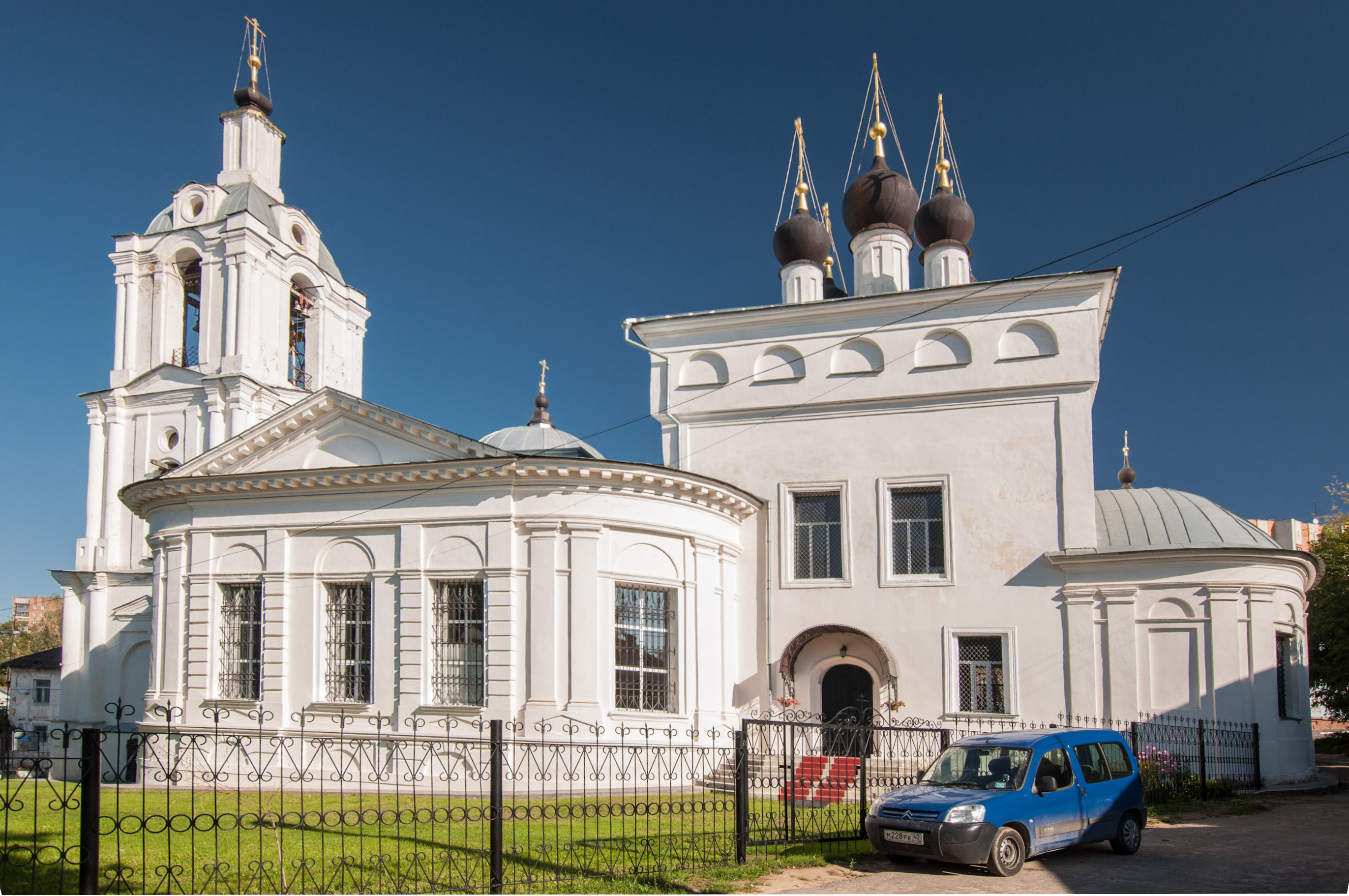
Церковь Спаса за верхом

Градостроительным планом 1778 года эта улица не предусматривалась, но впоследствии планы были скорректированы. Улица прошла по линии Смоленской дороги. По названию стоящей на ней церкви получила название Спасо-Заверховская. Каменный храм Спаса Преображения был возведён на месте прежнего деревянного в 1700 году.
С установлением советской власти улица получила имя французского революционера Мари-Эдуарда Вальяна (1840—1915), но скоро сменила название на Смоленскую.
В октябре 1941 года по улице входили в город немецкие войска. После быстрого освобождения Калуги от немецко-фашистских оккупантов на улице были возведены оборонительные сооружения.
В послевоенные годы улица оставалась тихой, по ней ходили на Оку купаться, зимой катались на санках.

## Достопримечательности
д. 2 — Купеческая усадьба
д. 4 — Жилой дом
д. 6 — Жилой дом

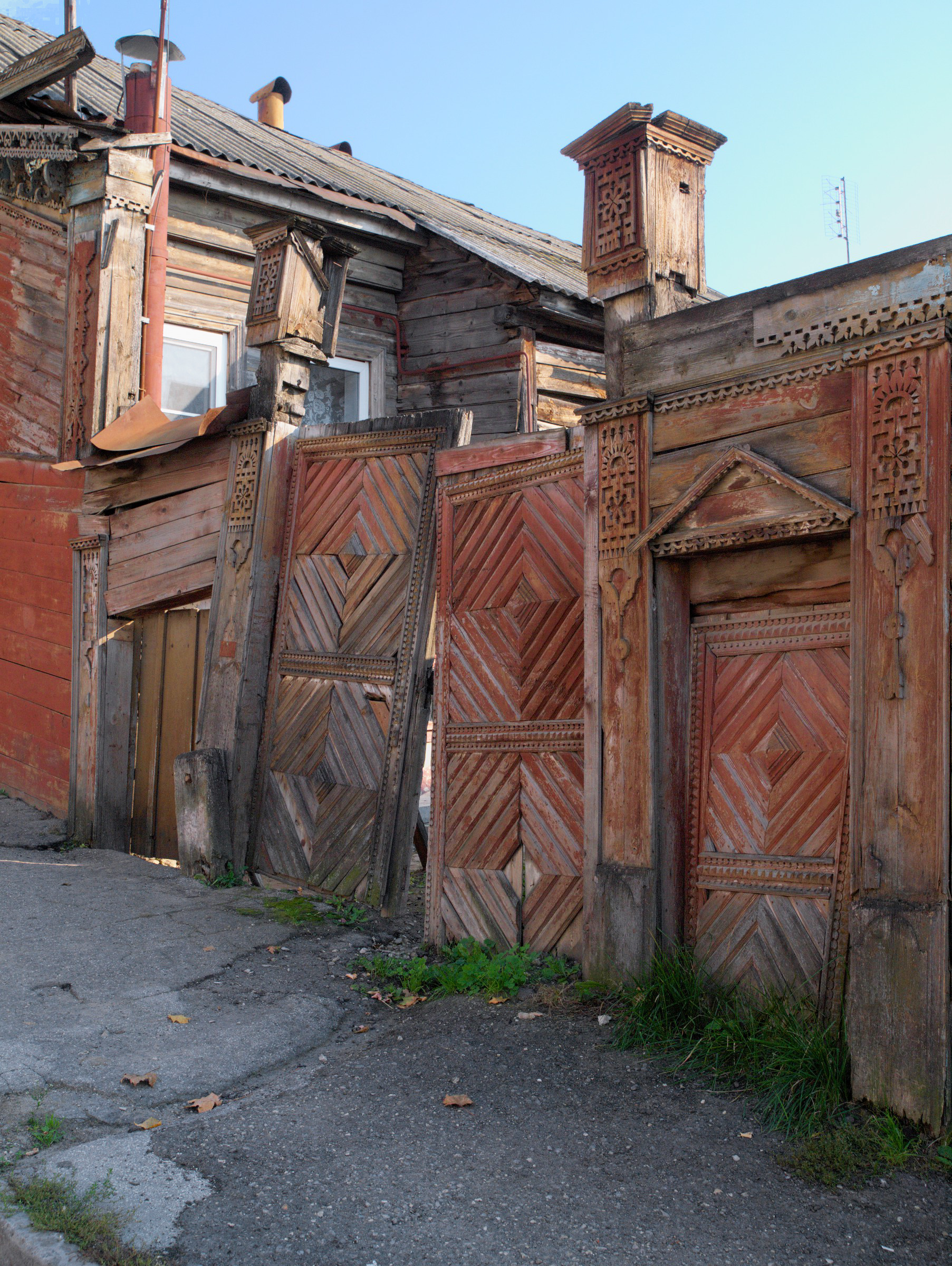
Ворота усадьбы (д. 2), утрачены

д. 8 — Церковь Спаса Преображения за верхом (1700)
д. 13 — Жилой дом
д. 15 — Городская усадьба
д. 17 — Жилой дом
д. 21 — Жилой дом

## Улица в кинематографе
На улице снят ряд эпизодов фильмов «Карнавал», «Однажды двадцать лет спустя», «Взлёт», «Некрасивая подружка».